# Лексика эсперанто
Базовый набор слов эсперанто был определён в Первой книге, опубликованной Заменгофом в 1887 году. В ней содержалось около 900 корней, однако, правила языка позволяли говорящим заимствовать слова по мере необходимости. Рекомендовалось заимствовать наиболее интернациональные слова, которые имеют одно основное значение, от которого можно получить другие слова без заимствования многих слов с соответствующими значениями. В 1894 году Заменгоф публикует первый словарь эсперанто «Universala vortaro», который был написан на пяти языках и содержал широкий набор корневых слов.
Большинство заимствованных слов происходит из западноевропейских языков. Так как в последние десятилетия большинство новых заимствований было техническими или научными терминами, то повседневные термины могут быть получены из существующих слов (например, komputilo — компьютер, от komputi — вычислять) или путём расширения их использования для охвата новых смыслов (например, muso (мышь) в настоящее время также означает компьютерное устройство ввода). В эсперанто-сообществе ведутся дискуссии об оправданности новых заимствований. Часть эсперантистов полагает, что необходимые термины могут быть получены путём расширения смысла или образования новых слов от существующих.

## Происхождение
Эсперанто занимает промежуточное положение между «натуралистичными» плановыми языками вроде интерлингвы, которые в массовом порядке заимствуют слова из исходных языков с небольшими изменениями, и априорными языками, такими как сольресоль, в которых слова не имеют исторической связи с другими языками. В эсперанто корни слов заимствованы и сохранили большую часть своей формы из исходного языка, будь то фонетическая (eks- от ex-) или орфографическая (teamo от team) формы. Однако каждый корень может иметь множество производных форм, которые иногда мало походят на эквивалентные слова в языке-источнике: например, registaro (правительство) является производным от латинского корня reg (правило).

## Словообразование
Одной из причин более лёгкого изучения эсперанто по сравнению с национальными языками является регулярная и высокопроизводительная деривационная морфология. Благодаря разумному использованию логических аффиксов (суффиксов и префиксов) базовая лексика, необходимая для общения, была значительно сокращена. Это делает эсперанто более агглютинативным языком, чем большинство европейских. Было подсчитано, что один корень в эсперанто является (в среднем) эквивалентом десяти слов на английском языке.

### Аффиксы
Один из самых полезных деривационных аффиксов для начинающих — это mal-, с помощью которого получаются антонимы слов: peza (тяжёлый) — malpeza (лёгкий); supren (наверх) — malsupren (вниз); ami (любить) — malami (ненавидеть). Однако (если не брать в расчёт шуточные ситуации) данный префикс не используется для слов, антонимы которых входят в базовую лексику: suda (южный), а не «malnorda» от norda (северный); manki (не хватать, отсутствовать), а не «malesti» от esti (быть).
Создание новых слов также возможно с помощью характерных для эсперанто окончаний, выступающих показателями частей речи: nura (простой, единственный) от nur (только), tiama (тогдашний) от tiam (тогда) или vido (зрение) от vidi (видеть). Более подробно этот способ рассматривается в статье о грамматике эсперанто.
Ниже приводится список основных лексических аффиксов (многие из них, однако, ведут себя как любое другое слово). Их относительный порядок в соединении определяется семантикой, а не грамматикой.
Когда корень получает более одного аффикса, имеет значение порядок аффиксов, поскольку каждый аффикс изменяет значение той части слова, к которой он прикреплён (т. е. наружные аффиксы модифицируют значения, определяемые внутренними). Большинство аффиксов само является корнями, и в таком качестве они — неотъемлемая часть речи (на это указывает конечная гласная в приводимом ниже списке суффиксов). Некоторые аффиксы корнями не являются и не влияют на отнесение основы, к которой примыкают, к той или иной части речи (в таблице в этом случае вместо конечной гласной ставится дефис).

#### Список суффиксов
| Суффикс | Официальный | Значение | Примеры |
| ------- | ----------- | --- | --- |
| -ac-    | Нет         | ботаника: семейство | fabacoj (бобовые) |
| -aĉ-    | Да          | низкое качество, низкий сорт, никчёмный, уничижительный, плохой (необязательно характер)                                                   | skribaĉi (писать неразборчиво); veteraĉo (непогода); domaĉo (халупа, домишко); rigardaĉi (глазеть); aĉigi (ухудшить); aĉ! (гадость! блин!; вот хрень! (выражение отрицательных эмоций, досады)); aĉa (скверный, никчёмный); aĉe (скверно); aĉaĵo (дрянь, гадость); aĉigi (испортить) |
| -ad-    | Да          | длительность, продолжительность, повторяемость действия                                                                                    | kurado (бег); parolado (речь, публичное выступление); adi (продолжаться); ada (длительный, постоянный); ade (продолжительно, постоянно) |
| -aĵ-    | Да          | объект, конкретное проявление объекта, понятия, признака или действия                                                                      | manĝaĵo (еда); novaĵo (новость, новинка) |
| -aĵ-    | Да          | конкретное проявление чувства, мыслей, поведения                                                                                           | heroaĵo (подвиг) |
| -aĵ-    | Да          | кушанье, изготовленное из продукта или животного; мясо животного                                                                           | glaciaĵo (мороженое); bovaĵo (говядина) |
| -aĵ-    | Да          | | aĵo (предмет, вещь); aĵeto (вещица); aĉaĵo (гадость, мерзость) |
| -al-    | Нет         | ботаника: порядок | rozaloj (розовые) |
| -al-    | Нет         | химия: альдегид | etanalo (этаналь) |
| -al-    | Нет         | анатомия: кость | nazalo (носовая кость) |
| -an-    | Да          | член коллектива, последователь, участник, житель, гражданин                                                                                | akademiano (академик); klubano (член клуба); moskvano (москвич); kristano (христианин); usonano (житель США); ŝipano (моряк); samkursano (однокурсник); samideano (единомышленник); ano (член коллектива); anaro (коллектив); anigi (принять, включить)                              |
| -an-    | Нет         | химия: углеводород с одинарной связью | butano (бутан); propano (пропан); |
| -ant-   | Да          | действительное причастие и деепричастие настоящего времени                                                                                 | falanta (падающий) |
| -ar-    | Да          | совокупность однородных элементов, предметов или существ                                                                                   | arbaro (лес); vortaro (словарь); homaro (человечество); ŝafaro (овечье стадо); ŝiparo (флот); anaro (коллектив); aro (совокупность, группа, множество); arigi собирать); ariĝi (собираться); arope (всей группой)                                                                    |
| -at-    | Да          | пассивное причастие и деепричастие настоящего времени                                                                                      | demandata (спрашиваемый) |
| -at-    | Нет         | химия: соль кислоты с большим содержанием кислорода                                                                                        | sulfato (сульфат) |
| -ĉj-    | Да          | мужская ласкательная форма; усекает корень                                                                                                 | paĉjo (папа); fraĉjo (братик); Peĉjo (Петя) |
| -e-     | Нет         | ботаника: — триба | tritikeoj (пшеничные, злаки трибы пшеничных); |
| -ebl-   | Да          | пассивная возможность | kredebla (вероятный); manĝebla (съедобный); videbla (видимый); ebla (возможный); eble (возможно); eblo (возможность); ebligi (позволить) |
| -ec-    | Да          | свойство, качество | amikeco (дружба); boneco (доброта); eco (свойство); eca (качественный); ecaro (характеристика (совокупность свойств)) |
| -ed-    | Нет         | зоология: семейство | cervedoj (животные семейства оленей) |
| -eg-    | Да          | увеличение, усиление; иногда уничижительная коннотация при обозначении людей                                                               | domego (хоромы); virego (гигант); librego (большая книга); varmega (горячий, жаркий); ridegi (хохотать); ega (огромный, чрезвычайный); ege (очень, исключительно); boviĉegulo (бычара)                                                                                               |
| -ej-    | Да          | место, помещение (не используется для топонимов)                                                                                           | lernejo (школа, училище); vendejo (магазин); juĝejo (здание суда, зал судебных заседаний), kuirejo (кухня), hundejo (псарня); senakvejo (пустыня); devenejo (источник); ejo (помещение)                                                                                              |
| -em-    | Да          | склонность к чему-либо, расположенность, подверженность                                                                                    | timema (трусливый); ludema (игривый); parolema (болтливый); kredema (легковерный); brulema (легковоспламеняющийся); dormemo (сонливость); emo (склонность, наклонность, расположенность); ema (склонный, расположенный); emi (иметь наклонность); emigi (склонить)                   |
| -en-    | Нет         | зоология: подсемейство | cervenoj (животные подсемейства оленей) |
| -en-    | Нет         | химия: углеводород с двойной связью | buteno (бутен); propeno (пропен) |
| -end-   | Да          | «который должен быть», заимствован из языка идо                                                                                            | pagenda (платёжеспособный); farenda laboro (работа, которая должна быть сделана); enda (надлежащий); endi (надлежать) |
| -er-    | Да          | частица, составная часть | ĉenero (звено); fajrero (искра); neĝero (снежинка), kudrero (стежок); lignero (щепка); vortero (морфема); ero (кусочек, частица, составная часть); ereto (частичка, крошка) |
| -esk-   | Нет         | «в стиле, по манере, вроде» | japaneska pentraĵo (рисунок в японском стиле); vireska virino (мужеподобная женщина) |
| -estr-  | Да          | главная персона, начальник | lernejestro (школьный директор); urbestro (мэр); centestro (сотник); estro (начальник, руководитель); estri (управлять, руководить); estraro (начальство) |
| -et-    | Да          | уменьшение, ослабление; иногда ласковая коннотация при обозначении людей                                                                   | dometo (домик); libreto (книжечка, буклет); varmeta (тёпленький, тепловатый); rideti (улыбаться); beleta (хорошенький); ruĝeta (красноватый); patrineto мамочка, мамуля; eta (небольшой); ete (немного); et/aĵ/o (мелочь)                                                            |
| -i-     | Нет         | страна; государство | Ukrainio (Украина), patrio (отечество, родина) |
| -i-     | Нет         | группа стран; группа государств | Ŝengenio (страны Шенгена) |
| -i-     | Нет         | наука, область знаний или деятельности | geografio (география) |
| -i-     | Нет         | система, структура, режим | demokratio (демократия) |
| -i-     | Нет         | операция, процесс | stetoskopio (стетоскопия) |
| -i-     | Нет         | физическоге явление, феномен | neizotropio (анизотропия) |
| -iĉ-    | Нет         | суффикс, предлагаемый некоторыми новаторам ради симметрии с суффиксом женского рода; мужской пол                                           | reĝiĉo (король); edziĉo (муж, супруг); boviĉo (бык); kokiĉo (пету́х); programistiĉo (программист (про мужчину)) |
| -id-    | Да          | потомок, детёныш | katido (котёнок); reĝido (принц, царевич); arbido (саженец); ido (потомок, дитя); idaro (потомство) |
| -ig-    | Да          | делать каким-либо, кем-либо, чем-либо | mortigi (убить, умертвить); purigi (чистить) |
| -iĝ-    | Да          | делаться каким-либо, кем-либо, чем-либо | amuziĝi (развлекаться); naskiĝi (рождаться); ruĝiĝi (краснеть); aniĝi (вступать в организацию); iĝi (становиться) |
| -ik-    | Нет         | вид искусства, наука, техника | poetiko (поэтика); elektroniko (электроника) |
| -ik-    | Нет         | окиси или соли, в которых металл проявляет большую валентность                                                                             | ferika oksido (окись железа) |
| -il-    | Да          | орудие, инструмент, приспособление | ludilo (игрушка); tranĉilo (нож); helpilo (подсказка); ilo (инструмент); ilaro (снаряжение, набор инструментов) |
| -il-    | Нет         | химия: радикал | butilo (бутил); propilo (пропил); |
| -in-    | Да          | женский пол | bovino (корова); patrino (мать); studentino (студентка); ino (женщина, самка); ina (самочий, женский) |
| -in-    | Да          | отверстие или часть устройства, в которое что-л. вставляется                                                                               | ŝraŭbino (отверстие с резьбой (под винт)) |
| -in-    | Да          | химия: углеводород с тройной связью | butino (бутин); propino (пропин) |
| -ind-   | Да          | достойный чего-либо | memorinda (памятный); kredinda (достоверный); fidinda (надёжный); inda (достойный); inde (достойно); indi (быть достойным); indi (удостоить) |
| -ing-   | Да          | предмет, в который что-либо вставляется | glavingo (ножны меча), также ingo de glavo ножны меча; kandelingo (подсвечник); ŝraŭbingo (гайка); piedingo (стремя); kuglingo (гильза); libringo (подставка для книг); ingo (гнездо); ingi (вставить, вложить, вкрутить)                                                            |
| -int-   | Да          | действительное причастие и деепричастие прошедшего времени                                                                                 | formanĝinta (съевший); 'formanĝinte (съев) |
| -ism-   | Да          | общественное, политическое или религиозное движение, научное или философское направление                                                   | komunismo (коммунизм); kristanismo (христианство) |
| -ism-   | Да          | оборот речи, выражение, заимствованное из языка                                                                                            | germanismo (германизм) |
| -ism-   | Да          | манера поведения или творчества | vandalismo (вандализм); |
| -ism-   | Да          | физическое явление, феномен | izomorfismo (изоморфизм) |
| -ism-   | Да          | болезнь, болезненное пристрастие или состояние отравления                                                                                  | alkoholismo (алкоголизм) |
| -ism-   | Да          | | ismo (доктрина, система, «изм») |
| -ist-   | Да          | лицо определённой профессии или определённого рода занятий                                                                                 | telegrafisto (телеграфист); instruisto (учитель) |
| -ist-   | Да          | лицо, являющееся сторонником определённого общественного или религиозного движения, научного или философского направления                  | komunisto (коммунист); budhisto (буддист) |
| -ist-   | Да          | | isto (представитель профессии, движения, направления, доктрины) |
| -it-    | Да          | страдательное причастие и деепричастие прошедшего времени                                                                                  | vidita (увиденный); vidite (будучи увиденным); delegito (делегат) |
| -it-    | Нет         | химия: соль кислоты с меньшим содержанием кислорода                                                                                        | sulfito (сульфит); klorito (хлорит); |
| -it-    | Нет         | медицина: заболевание воспалительного характера                                                                                            | bronkito (бронхит); apendicito (аппендицит) |
| -it-    | Нет         | часть корня в названиях некоторых минералов                                                                                                | apatito (апатит); pirito (пирит) |
| -iv-    | Нет         | способный, могущий, активная возможность                                                                                                   | produktiva (способный производить), sentiva (чувствующий, чувствительный, способный чувствовать), pagiva (способный платить, платёжеспособный) |
| -iz-    | Нет         | снабжать, наделять, укомплектовывать деталями, приспособлениями, материалом                                                                | elektrizi fervojon (электрифицировать железную дорогу) |
| -iz-    | Нет         | покрывать, насыщать, обрабатывать веществом, субстанцией, материалом                                                                       | orizi kulerojn позолотить, покрыть золотом ложки; |
| -iz-    | Нет         | подвергнуть процессу, процедуре, воздействию                                                                                               | sterilizi (стерилизовать) |
| -nj-    | Да          | женский ласкательный суффикс; усекает корень                                                                                               | Jonjo (Джоанна); Manjo (Маруся, Маша, Маня); Sonjo (Соня); panjo (мама); anjo (бабушка); vanjo (няня); aminjo (подружка); onjo (тётенька) |
| -obl-   | Да          | множественные числительные, кратность, слойность                                                                                           | duobla (двойной); trioble (трёхкратно); oble (больше, чем один) |
| -ol-    | Нет         | химия: спирт, название которого образовано от названий соответствующих углеводородов                                                       | metanolo (метанол), etanolo (этанол) |
| -on-    | Да          | дробные числительные | duona (половинный); centono (сотая часть); dekonaĵo (десятина); ono (доля, дробь с единицей в числителе); onigi (дробить) |
| -ont-   | Да          | действительное причастие и деепричастие будущего времени                                                                                   | venonta (такой, который придёт; грядущий); venonte (перед тем, как прийти) |
| -op-    | Да          | коллективность, собранность вместе, собирательные числительные                                                                             | unuope (в одиночку); duopo (пара, дуэт); duope (вдвоём); triopo (троица, трио, тройка); kiomope («всколькером»); arope (всей группой); opo (коллектив, группа); opa (коллективный)                                                                                                   |
| -ot-    | Да          | страдательное причастие и деепричастие будущего времени                                                                                    | skribota letero (письмо, которое будет написано) |
| -oz-    | Нет         | медицина: название болезни от названия её возбудителя, характерного для неё патологического образования, от названия поражённого ей органа | streptokokozo (стрептококкоз, стрептококковая инфе́кция); tuberkulozo (туберкулёз); artrozo (артроз) |
| -oz-    | Нет         | ботаника: названия болезни растений от названия связанного с ней понятия                                                                   | bakteriozo (бактериоз) |
| -oz-    | Нет         | химия: - оксид или соль, в которых металл проявляет меньшую валентность; сахар от названия содержащего его вещества                        | feroza oksido (закись железа, оксид двухвалентного железа); laktozo (лактоза, молочный сахар) |
| -oz-    | Нет         | обилие, многочисленность | ŝtonoza (каменистый); poroza (пористый); |
| -tet-   | Нет         | музыка: определённое число исполнителей, частей                                                                                            | kvarteto (квартет); kvinteto (квинтет) |
| -uj-    | Да          | предмет, в котором что-л. хранится или содержится; вместилище, ёмкость                                                                     | monujo (кошелёк) |
| -uj-    | Да          | предмет или ёмкость, в которых происходит действие или осуществляется процесс                                                              | lavujo (умывальник); salujo (солонка); abelujo (улей) |
| -uj-    | Да          | растение, на котором растёт плод или цветок                                                                                                | pomujo (яблоня) |
| -uj-    | Да          | страна | Anglujo (Англия); Kurdujo (Курдистан, страна Курдов); patrujo (отечество, родина); |
| -uj-    | Да          | | ujo (вместилище, ёмкость, футляр; сосуд) |
| -uk-    | Нет         | кастрированное животное | bovuko (вол); ĉevaluko (мерин), porkuko (боров) |
| -ul-    | Да          | лицо, обладающее выраженным качеством | junulo (юноша, молодой человек); sanktulo (святой); proksimulo (ближний); |
| -ul-    | Нет         | зоология и ботаника: группа животных или растений, объединённая общим признаком                                                            | mamulo (млекопитающее) |
| -ul-    | Да          | | ulo (существо, лицо); ularo (группа лиц); ulino (существо (лицо) женского пола) |
| -um-    | Да          | движение частью тела | brakumi (обнимать) |
| -um-    | Да          | манипулирование предметом | foliumi (листать, перелистывать); butonumi (застегнуть (на пуговицы)); |
| -um-    | Да          | действие, напоминающее поведение кого-л.:                                                                                                  | kolombumi (воркова́ть) |
| -um-    | Да          | наделение | orumi (позолотить) |
| -um-    | Да          | предание казни определённым способом | kvaronumi (четвертовать); krucumi (распять на кресте) |
| -um-    | Да          | часть одежды или предмет, прилегающий к определённой части тела                                                                            | buŝumo (намордник); kolumo (воротник) |
| -um-    | Да          | основание системы счисления; число составных частей                                                                                        | duuma (двои́чный) |
| -um-    | Да          | окказионализмы без конкретного значения | umi (заниматься, возиться, что-то делать); umo (штука, штуковина, фиговина) |
| -unt-   | Нет         | действительное условное причастие и деепричастие                                                                                           | vidunta (который (у)видел бы) |
| -ut-    | Нет         | страдательное условное причастие и деепричастие                                                                                            | viduta (которого (у)видели бы; который был бы увиденным.) |

#### Список префиксов
| Префикс | Официальный | Значение                                                   | Примеры |
| ------- | ----------- | ---------------------------------------------------------- | --- |
| al-     | Нет         | начало или мгновенность действия; аналогичен префиксу «ek» | alkrii (вскрикнуть); alsalti (прыгнуть) |
| bo-     | Да          | свойство, родство по браку                                 | bopatro (тесть, свёкор) |
| ĉef-    | Да          | главный; старший                                           | ĉefurbo (столица), ĉefserĝento (старший сержант) |
| dis-    | Да          | разъединение                                               | disĵeti (разбросать); dissendi (распространить, рассылать); disa (разъединённый); dise (врозь); disigi (разъедини́ть)                                                 |
| ek-     | Да          | начало или мгновенность действия                           | ekkrii (вскрикнуть); eki (начать); eksalti (прыгнуть); ek! (начали!); eka (начальный)                                                                                |
| eks-    | Да          | бывший, экс-, кастрированный, охолощенный                  | eksedzo (бывший супруг); eksstalono (мерин); eks! (долой!); eksa (бывший; отставной); eksigi (отправить в отставку, уволить)                                         |
| fi-     | Да          | противный, мерзкий                                         | fihomo (мерзкий человек); fiulo (мерзавец, подлец); Fi al vi! (Как вам не стыдно!)                                                                                   |
| ge-     | Да          | группа лиц обоего пола                                     | gepatroj (родители); geulo (гермафродит); gea (общий, совместный (обоих полов))                                                                                      |
| mal-    | Да          | антоним                                                    | malgranda (маленький); malriĉa (бедный); malo (противоположность); mala (противоположный); male (напротив; наоборот);                                                |
| mis-    | Да          | ошибочность, неверность, оплошность                        | misloki (ставить не на место); misaŭdi (ослышаться); misa (ошибочный, неверный); mise (ошибочно, неверно); misi (ошибиться); miso, misaĵo (ошибка, оплошность)       |
| pra-    | Да          | далёкая степень родства; первобытность                     | praavo (прадед); prapatro (праотец); prahomo (первобытный человек); praarbaro (первобытный лес); praa (первобытный, доисторический); praulo (далёкий предок, пращур) |
| re-     | Да          | обратное или повторное действие                            | resendi (отослать обратно); rekonstrui (перестроить); rebrilo (отблеск); ĝis (la) revido (до встречи)                                                                |
| sen-    | Нет         | противоположность, показывающая отсутствие                 | sengramateco (безграмотность); senfineco (бесконечность) |

### Редупликация
Редупликация незначительно используется в эсперанто. Её эффект аналогичен суффиксу -eg-. Типичными примерами редупликации являются: plenplena (переполненный), finfine (наконец-то, в конце концов), fojfoje (изредка). Пока редупликация используется только с односложными корнями, не требующими вставной соединительной гласной.

## Коррелятивные слова
Коррелятивные слова, коррелятивы (или табличные слова) составляют в эсперанто регулярную подсистему местоимений и местоименных слов и реализуют парадигму про-форм. С помощью них можно спросить и ответить на вопросы «кто?», «что?», «где?», «почему?», «какой?», «когда?», «как?», «чей?», «сколько?». Каждое из коррелятивных слов состоит из двух «семантических множителей» (в результате комбинирования которых получаются различные значения): есть девять финальных элементов (отвечающих перечисленным выше вопросам) и пять начальных элементов (задающих семы вопросительности, указательности, неопределённости, всеобщности и отрицания). Таким образом, изучив 14 элементов, человек приобретает знания о 45 местоимениях и местоименных наречиях.

### Таблица коррелятивных слов
|             |     | Вопрос               | Указатель        | Неопределённость          | Все                                                                            | Никто                        |
| ki-         | ti- | i-                   | ĉi-              | neni-                     |                                                                                |                              |
| Свойство    | -a  | kia (какой)          | tia (такой)      | ia (какой-то)             | ĉia (всякий)                                                                   | nenia (никакой)              |
| Причина     | -al | kial (почему, зачем) | tial (поэтому)   | ial (почему-то)           | ĉial (по всем причинам)                                                        | nenial (ни по одной причине) |
| Время       | -am | kiam (когда)         | tiam (тогда)     | iam (когда-то)            | ĉiam (всегда)                                                                  | neniam (никогда)             |
| Место       | -e  | kie (где)            | tie (там)        | ie (где-то)               | ĉie (везде)                                                                    | nenie (нигде)                |
| Способ      | -el | kiel (как)           | tiel (так)       | iel (как-то)              | ĉiel (по-всякому)                                                              | neniel (никак)               |
| Направление | -en | kien (куда)          | tien (туда)      | ien (куда-то)             | ĉien (во всех направлениях (в ответ на вопрос "куда?"), на все четыре стороны) | nenien (никуда)              |
| Владение    | -es | kies (чей)           | ties (его, того) | ies (чей-то)              | ĉies (общий, принадлежащий каждому)                                            | nenies (ничей)               |
| Объект      | -o  | kio (что)            | tio (то, это)    | io (что-то)               | ĉio (всё)                                                                      | nenio (ничто)                |
| Количество  | -om | kiom (сколько)       | tiom (столько)   | iom (столько-то, немного) | ĉiom (всё количество)                                                          | neniom (нисколько)           |
| Индивид     | -u  | kiu (кто, который)   | tiu (тот)        | iu (кто-то, какой-то)     | ĉiu (каждый, всякий)                                                           | neniu (никто)                |

### Коррелятивные частицы
Несколько частиц используются в основном с коррелятами: ajn — бы ни, ĉi — близость и for — дистанция. Без этих частиц корреляты-указатели (tiu, tio и др.) не конкретизируют информацию о расстоянии. Примеры:
- iu ajn (кто бы то ни был)
- io ajn (что угодно, что бы то ни было)
- tio (то) [не изменяет существительное]
- tiu (тот) [не изменяет существительное: tiu knabo (тот мальчик)]
- tiuj (те)
- tiu ĉi (этот)
- tie ĉi (здесь)
- ĉiu hundo (каждая собака)
- ĉiuj hundoj (все собаки)

### Расширение исходной парадигмы
Иногда корреляционная система распространяется на корень ali- (другой), по крайней мере тогда, когда слово однозначно. Например: aliel (по-другому), alies (принадлежащий другому).
Alie, однако, будет неоднозначным, так как первичный его смысл это «иначе, по-другому», а корреляционного — «в другом месте». Для разрешения этой неоднозначностью корреляционное значение обозначается словом aliloke.

### Производные слова
Различные части речи могут быть получены из коррелятов (как и от любого другого корня): ĉiama (постоянный, вечный), ĉiea (вездесущий), tiama (тогдашний), kialo (причина), iomete (немножко), kioma etaĝo? (который (по порядку) этаж?). Последний пример просит количественного ответа о том, сколько этажей снизу (ответом может быть dek-sesa — шестнадцатый), а не просит указать на каком этаже (иначе вопрос был бы kiu etaĝo?).
Хотя начальные и конечные элементы коррелятов не являются корнями или аффиксами и не могут образовывать сложные слова с другими, начальный neni-коррелят является исключением. Например, neniulo (никто) от neni- и -ulo, или neniigi (уничтожить) от neni- и каузатив -ig.

## Род
В эсперанто отсутствует род, но присутствуют суффиксы для указания пола (реже — гендера): -in- — женский пол, -iĉ- (официально — префикс vir-) — мужской пол, -ge- — оба пола. Пример:
- ĉevalo — лошадь
- ĉevaloj — лошади (разных полов или одного какого-либо пола)
- ĉevaliĉo — конь
- ĉevalino — кобыла
- geĉevaloj — лошади разных полов
- gea ĉevalo — двуполая лошадь

## Словари
Полный иллюстрированный словарь эсперанто (PIV) является толковым словарём языка эсперанто и, как правило, рассматривается как стандарт, несмотря на критику. Более старый Plena Vortaro de Esperanto, впервые опубликованный в 1930 году и в значительной степени переработанный в 1953 году, до сих пор широко используется, хотя он и менее объёмный, чем PIV, и немного устаревший, но более портативный и дешёвый. Etimologia vortaro de Esperanto (пять томов, 1989—2001) даёт исходную этимологию всех основных и официальных слов, а также сравнивает с эквивалентными словами из четырёх других международных вспомогательных языков.

## Ложные друзья переводчика
В эсперанто, как и в других языках, существуют слова-ловушки, похожие по написанию и/или по произношению на слова в русском языке, но отличающиеся по значению.
Например, слово kuri (бежать) можно спутать со словом курить (fumi), а teamo (команда) — со словом тема (subjekto).